# Ange Postecoglou
Angelos "Ange" Postecoglou (/ˈændʒ ˌpɒstəˈkɒɡluː/ anj pos-tə-KOG-loo; tiếng Hy Lạp: Άγγελος Ποστέκογλου, Angelos Postekoglou; sinh ngày 27 tháng 8 năm 1965) là một huấn luyện viên và cựu cầu thủ bóng đá người Úc.
Ông đã dành phần lớn sự nghiệp câu lạc bộ của mình với tư cách hậu vệ cho South Melbourne Hellas và chơi bốn trận cho Đội tuyển quốc gia Úc vào cuối những năm 1980. Ông bắt đầu huấn luyện tại South Melbourne Hellas vào năm 1996, vô địch National Soccer League hai lần và OFC Champions League vào năm 1999. Sau đó, ông dẫn dắt các đội U-17 Úc và U-20 Úc.
Postecoglou quản lý Brisbane Roar và Melbourne Victory tại A-League, giành chức vô địch Premiership năm 2011 và chức vô địch năm 2011 và 2012 cho mùa giải trước đó. Ông là huấn luyện viên cấp cao của đội tuyển quốc gia từ năm 2013 đến năm 2017, giành chức vô địch AFC Asian Cup vào năm 2015 và cũng từng tham dự FIFA World Cup 2014. Ông đã giành được J1 League với Yokohama F. Marinos vào năm 2019, và sau đó giành được năm danh hiệu (bao gồm hai danh hiệu vô địch quốc gia) trong hai mùa giải với Celtic. Ông trở thành huấn luyện viên trưởng của Tottenham Hotspur vào năm 2023.

## Đầu đời
Angelos Postecoglou sinh ngày 27 tháng 8 năm 1965 ở Nea Filadelfeia, ngoại ô Athens, Hy Lạp. Sau khi cha mình, Dimitris ("Jim"), mất việc kinh doanh sau vụ đảo chính quân sự Hy Lạp năm 1967, gia đình Postecoglou di cư đến Úc vào năm 1970, khi ông mới 5 tuổi. Ông lớn lên ở Melbourne, Victoria.

## Sự nghiệp câu lạc bộ
Sau lần đầu tiên gia nhập South Melbourne Hellas khi mới 9 tuổi, Postecoglou thăng tiến ở cấp độ trẻ để chơi 193 trận từ năm 1984 đến năm 1993 cho họ ở National Soccer League với tư cách là cầu thủ một câu lạc bộ.
Với tư cách là một cầu thủ, anh ấy đã tham gia vào các danh hiệu 1984 và 1990–91 của họ, sau đó là đội trưởng trong chiến thắng nổi tiếng trước kình địch Melbourne Knights. Anh ấy được huấn luyện bởi người Hungary Ferenc Puskás, một cầu thủ nổi tiếng mà cha ông đã kể cho ông nghe khi còn nhỏ. Theo Postecoglou, Puskás chơi trong đội hình 4–3–3 với các hậu vệ cánh cứng nhắc và các tiền vệ cánh tấn công. Postecoglou đã xây dựng chiến lược này trong quá trình huấn luyện của chính mình, tuy nhiên việc sử dụng các hậu vệ cánh tấn công ở vị trí đảo ngược phi truyền thống của ông khác với Puskás.
Chấn thương đầu gối sẽ sớm kết thúc sự nghiệp của Postecoglou. Năm 2000, Postecoglou được vinh danh là hậu vệ trái xuất phát trong đội bóng thế kỷ của South Melbourne do người hâm mộ và hội đồng chuyên môn bình chọn.

## Sự nghiệp quốc tế
Postecoglou đã đại diện cho Úc ở cấp độ cao 4 lần từ năm 1986 đến 1988 cũng như đại diện cho Úc ở cấp độ trẻ vào năm 1985.

## Sự nghiệp huấn luyện

### Tottenham Hotspur
Vào ngày 6 tháng 6 năm 2023, Postecoglou được bổ nhiệm làm huấn luyện viên trưởng của Tottenham Hotspur theo hợp đồng bốn năm. Sự bổ nhiệm ông đã giúp ông trở thành người Úc đầu tiên và người Hy Lạp đầu tiên huấn luyện tại Premier League.

## Đời tư
Postecoglou lớn lên ở Melbourne, Victoria. Ngay từ khi còn nhỏ, ông đã bắt đầu chơi bóng bầu dục Úc và trở thành người ủng hộ lâu năm cho Carlton Football Club tại Australian Football League.
Postecoglou đã kết hôn với Georgia, người từng làm việc tại South Melbourne với tư cách là giám đốc tiếp thị khi ông còn là quản lý câu lạc bộ. Họ cùng nhau có ba con trai, James, Max và Alexi. Con trai lớn nhất của họ, James, hiện đang phục vụ trong Lực lượng vũ trang Hy Lạp và có trụ sở tại Lemnos.
Ông nói trong một cuộc phỏng vấn năm 2018 rằng cha ông, người mất cùng năm đó, đã làm việc chăm chỉ mỗi ngày trong cuộc đời ông: "Mọi người nói rằng họ đi đến một đất nước khác để có cuộc sống tốt hơn. Bố mẹ tôi không có cuộc sống tốt hơn, họ đã đến nước Úc tạo cơ hội cho tôi có cuộc sống tốt đẹp hơn". Hai cha con chỉ có thời gian bên nhau trong những chuyến đi chơi bóng đá cùng nhau, từ đó cậu bé Ange có niềm đam mê suốt đời với môn thể thao này. Ông nói về cách quản lý của mình "Động lực của tôi luôn là tạo ra những đội mà bố [tôi] sẽ thích xem." Postecoglou cũng lớn lên cổ vũ cho Liverpool và AEK Athens.
Vào tháng 11 năm 2022, Postecoglou được giới thiệu vào Đại sảnh Danh vọng Liên đoàn bóng đá Úc vì những đóng góp xuất sắc của anh ấy cho bóng đá Úc trong và ngoài sân cỏ với tư cách là một cầu thủ và huấn luyện viên.
Ngoài tiếng Anh, Postecoglou còn thông thạo tiếng Hy Lạp.

## Danh hiệu

### Cầu thủ
South Melbourne
- National Soccer League: 1984, 1990–91[25][26]
- NSL Cup: 1989–90[27]
- Dockerty Cup: 1989, 1991[28]
- Buffalo Cup: 1988[29]

Úc
- Trans-Tasman Cup: 1988[30]

### Huấn luyện viên
South Melbourne
- National Soccer League Premiership: 1997–98
- National Soccer League Championship: 1997–98, 1998–99
- Oceania Club Championship: 1999

U17 Úc
- OFC U-17 Championship: 2001, 2003, 2005

U20 Úc
- OFC U-20 Championship: 2001, 2002, 2005
- AFF U-20 Youth Championship: 2006

Brisbane Roar
- A-League Premiership: 2010–11[32]
- A-League Championship: 2010–11,[32] 2011–12[33]

Úc
- AFC Asian Cup: 2015[34]

Yokohama F. Marinos
- J1 League: 2019[35]

Celtic
- Scottish Premiership: 2021–22,[36] 2022–23[37]
- Scottish Cup: 2022–23[38]
- Scottish League Cup: 2021–22,[39] 2022–23[40]

Tottenham Hotspur
- UEFA Europa League: 2024–25

Cá nhân
- Huấn luyện viên của Giải bóng đá quốc gia của năm: 1997–98[41]
- Huân chương thể thao Úc: 2000[42]
- Người quản lý PFA của năm: 2010–11[43]
- Huấn luyện viên A-League của năm: 2010–11[44]
- Người quản lý PFA của thập kỷ: 2015[45]
- Huấn luyện viên AFC của năm: 2015[46]
- Giải Ngoại hạng Scotland Người quản lý của tháng: Tháng 10 năm 2021, Tháng 1 năm 2022, Tháng 2 năm 2022, Tháng 3 năm 2022, Tháng 4 năm 2022,[47] Tháng 8 năm 2022, Tháng 9/Tháng 10 2022[48]
- Người quản lý của năm của PFA Scotland: 2021–22,[49] 2022–23[50]
- Người quản lý SFWA của năm: 2021–22,[51] 2022–23